# Reprezentacja Rosji w piłce wodnej mężczyzn
Reprezentacja Rosji w piłce wodnej mężczyzn – zespół, biorący udział w imieniu Rosji w meczach i sportowych imprezach międzynarodowych w piłce wodnej, powoływany przez selekcjonera, w którym mogą występować wyłącznie zawodnicy posiadający obywatelstwo rosyjskie. Za jej funkcjonowanie odpowiedzialny jest Rosyjski Związek Piłki Wodnej (FWPR), który jest członkiem Międzynarodowej Federacji Pływackiej.

## Historia
W 1993 po rozpadzie ZSRR reprezentacja Rosji (jako następca radzieckiej Sbornej) rozegrała swój pierwszy oficjalny mecz na Mistrzostwach Europy.

## Udział w turniejach międzynarodowych

### Igrzyska olimpijskie
Reprezentacja Rosji 3-krotnie występowała na Igrzyskach Olimpijskich. Najwyższe osiągnięcie to srebrne medale w 2000 roku.

### Mistrzostwa świata
Dotychczas reprezentacji Rosji 8 razy udało się awansować do finałów MŚ. Najwyższe osiągnięcie to 3. miejsce w 1994 i 2001.

### Puchar świata
Rosja 6 razy uczestniczyła w finałach Pucharu świata. W 2002 zdobyła trofeum.

### Mistrzostwa Europy
Rosyjskiej drużynie 12 razy udało się zakwalifikować do finałów ME. W 1997 roku zajęła trzecie miejsce.